# Île de Brétigny
Pour les articles homonymes, voir Brétigny.
L'Île de Brétigny est un chapelet d'île fluviale françaises de la Marne située sur le territoire communal de Bonneuil-sur-Marne (Val-de-Marne).
Les îles « naturelles » situées dans le méandre de la Marne appelé "boucle de Saint-Maur", boisées et protégées par l’arrêté préfectoral de protection de biotope depuis 2008, sont interdites à l’homme.